# Torpsjön (Degerfors socken, Värmland)
Torpsjön är en sjö i Degerfors kommun i Värmland och ingår i Göta älvs huvudavrinningsområde.